# Roswitha Dost
Roswitha Dost (* 12. Februar 1945; † 5. Dezember 2022 in Berlin; bürgerlich Roswitha Rumpf-Dost) war eine deutsche Schauspielerin und Synchronsprecherin.

## Leben
Von 1966 bis 1968 studierte Dost an der Neuen Münchner Schauspielschule Schauspiel. Sie lebte in Berlin und war bis zu dessen Tod am 1. Oktober 2019 mit dem Schauspieler und Synchronsprecher Bernd Rumpf verheiratet.
Roswitha Dost verstarb am 5. Dezember 2022 im Alter von 77 Jahren in Berlin.

## Filmografie (Auswahl)
- 1970: Wie ein Blitz (Fernsehdreiteiler)
- 1976: Tatort: Abendstern (Fernsehfilm)
- 1977: Tatort: Drei Schlingen (Fernsehfilm)
- 1982: Smileys Leute (Miniserie, 1 Episode)
- 1994: Im Namen des Gesetzes (Fernsehserie, 1 Episode)
- 1998: Hinter Gittern – Der Frauenknast (Fernsehserie, 1 Episode)
- 2000: Zornige Küsse
- 2000–2001: Für alle Fälle Stefanie (Fernsehserie, 3 Episoden)
- 2001: Der Solist – Niemandsland (Fernsehfilm)
- 2001: Die Hunde sind schuld (Fernsehfilm)
- 2002: Einspruch für die Liebe (Fernsehfilm)
- 2003: Dr. Sommerfeld – Neues vom Bülowbogen (Fernsehserie, 1 Episode)
- 2003: Küstenwache (Fernsehserie, 1 Episode)
- 2003: Polizeiruf 110: Kopf in der Schlinge (Fernsehfilm)
- 2003–2004: Berlin, Berlin (Fernsehserie, 3 Episoden)
- 2004: Liebe ist die beste Medizin (Fernsehfilm)
- 2005: Gute Zeiten, schlechte Zeiten (Fernsehserie, 14 Episoden)
- 2005: Polizeiruf 110: Die Prüfung (Fernsehfilm)
- 2007: Wie küsst man einen Millionär? (Fernsehfilm)
- 2007: Doktor Martin (Fernsehserie, 1 Episode)
- 2007: Mondkalb
- 2009: Kill Your Darling (Fernsehfilm)
- 2010: SOKO Leipzig (Fernsehserie, 1 Episode)
- 2010: London, Liebe, Taubenschlag – Part Two (Fernsehfilm)
- 2012, 2020: Rote Rosen (Fernsehserie, Nebenrolle)
- 2013: Dreamland
- 2014: Alles ist Liebe
- 2016: Unter anderen Umständen (Fernsehserie, 1 Episode)
- 2017: Blaumacher (Fernsehserie, 1 Episode)
- 2017: Die Anfängerin

## Theater (Auswahl)
- 2001–2002: Sex? Aber mit Vergnügen! (Vaganten Bühne, Berlin)
- 2003: Zum Teufel mit Greta Garbo – Marlene Dietrich meets Zarah Leander (Theater im Palais, Berlin)
- 2007–2008: Flüchtlingsgespräche (Theater am Neumarkt Zürich, Schweiz)
- 2009: Die große Wut des Philipp Hotz (Theater Schaffhausen im Haberhaus, Schweiz)
- 2011: Talking Heads (Theater Klappsitz)
- 2016: Kleiner Idiotenführer durch die Hölle (Theater im Palais, Berlin)